# تزولینو
تزولینو (به ایتالیایی: Zollino) یک کومونه در ایتالیا است که در استان لچه واقع شده‌است. تزولینو ۹ کیلومتر مربع مساحت و ۲٬۱۰۵ نفر جمعیت دارد و ۹۰ متر بالاتر از سطح دریا واقع شده‌است.